# O Comércio da Póvoa de Varzim
O Comércio da Póvoa de Varzim MHM foi um jornal semanário regional publicado na Póvoa de Varzim, Portugal, fundado em 1903 por António dos Santos Graça, Carlos de Almeida Braga, José Eduardo Pinheiro, Júlio Dias Vieira de Sousa, Leopoldino Gomes Loureiro, Bernardino Pinheiro e o Padre Afonso dos Santos Soares.
A 26 de Abril de 1978 foi feito Membro-Honorário da Ordem do Mérito.
O último número foi publicado em 22 de dezembro de 2011. O acervo foi doado à Câmara Municipal da Póvoa de Varzim, encontrando-se na Biblioteca Municipal da Póvoa de Varzim.